# آریس میناسیان
آریس میناسیان یک  بازیکن فوتبال در پست هافبک ارمنی‌تبار اهل ایران است که سابقه بازی در آرارات تهران را دارد. که در جام تخت جمشید بازی  کرد.